# فالار دوهايرس
فالار دوهايرس (بالإنجليزية: Valar Dohaeris)‏ هي الحلقة الأولى من الموسم الثالث من المسلسل الفانتازي صراع العروش، والمُقتبس من سلسلة روايات أغنية الجليد والنار للمؤلف جورج ر. ر. مارتن، وهي الحلقة رقم 21 من المسلسل ككل. عُرضت الحلقة لأول مرة في 31 مارس 2013، على شبكة إتش بي أو المُنتجة للمسلسل، وكانت من كتابة ديفيد بينيوف، ودي. بي. وايس، ومن إخراج دانيال ميناهان.

## ملخص الحلقة
في الشمال، قائد الحَرس الليلي (مورمونت) يُنقِذُ (سام) ويُعاتِبه كونَه لم يُحذّر المَمالِك من قدوم السائرين البيض، أمّا (جون سنو) يُعلِن ولاءهُ لملك ما وراء السور. وفي «كينغز لاندينغ»، تقومُ (مارغري تيريل) بزيارة دار أيتام خلال إحدى جولاتها في المدينة حيث تقدم الألعاب للأطفال الذين فقدو والديهم في المعركة وتخبرهم أن (جوفري) هو منقذهم. (سلادور سان) هوَ صديقُ السير (دافوس) الذي أنقَذه بعد المعركة وعادَ بِه إلى «دراغونستون» وهناكَ حاولَ مُحاولةً فاشلة لِقتل (ميليساندري) مما أدّى إلى سجنِه على يَد صديقِه (ستانِس). أمّا عن (دينريس) فَتَصِل إلى مدينة «أستابور» وتشتري جيشاً من العبيد المُدربين بكفاءةٍ عالية، كما تضُمّ إلى حاشتها (باريستان سلمي) الذي أنقَذها من إحدى خِدع الدجالين.

## الإنتاج
سيناريو الحلقة كان من كتابة ديفيد بينيوف، ودي. بي. وايس، وأُختير دانيال ميناهان لإخراجها. كان جوناثان فريمان ‏ مديرًا لتصوير الحلقة، وفرانسيس باركر محررةً لها، أما موسيقى الحلقة التصويرية فكانت من تلحين رامين جوادي.

## نسب المشاهدة
| الموسم | الموسم | رقم الحلقة | رقم الحلقة | رقم الحلقة | رقم الحلقة | رقم الحلقة | رقم الحلقة | رقم الحلقة | رقم الحلقة | رقم الحلقة | رقم الحلقة | المتوسط |
| الموسم | الموسم | 1          | 2          | 3          | 4          | 5          | 6          | 7          | 8          | 9          | 10         | المتوسط |
| ------ | ------ | ---------- | ---------- | ---------- | ---------- | ---------- | ---------- | ---------- | ---------- | ---------- | ---------- | ------- |
|        | 1      | 2.22       | 2.20       | 2.44       | 2.45       | 2.58       | 2.44       | 2.40       | 2.72       | 2.66       | 3.04       | 2.52    |
|        | 2      | 3.86       | 3.76       | 3.77       | 3.65       | 3.90       | 3.88       | 3.69       | 3.86       | 3.38       | 4.20       | 3.80    |
|        | 3      | 4.37       | 4.27       | 4.72       | 4.87       | 5.35       | 5.50       | 4.84       | 5.13       | 5.22       | 5.39       | 4.97    |
|        | 4      | 6.64       | 6.31       | 6.59       | 6.95       | 7.16       | 6.40       | 7.20       | 7.17       | 6.95       | 7.09       | 6.84    |
|        | 5      | 8.00       | 6.81       | 6.71       | 6.82       | 6.56       | 6.24       | 5.40       | 7.01       | 7.14       | 8.11       | 6.88    |
|        | 6      | 7.94       | 7.29       | 7.28       | 7.82       | 7.89       | 6.71       | 7.80       | 7.60       | 7.66       | 8.89       | 7.69    |
|        | 7      | 10.11      | 9.27       | 9.25       | 10.17      | 10.72      | 10.24      | 12.07      | غ/م        | غ/م        | غ/م        | 10.26   |
|        | 8      | 11.76      | 10.29      | 12.02      | 11.80      | 12.48      | 13.61      | غ/م        | غ/م        | غ/م        | غ/م        | 11.99   |

## وصلات خارجية
- فالار دوهايرس على موقع IMDb (الإنجليزية)
- فالار دوهايرس على موقع ميتاكريتيك (الإنجليزية)
- فالار دوهايرس على موقع روتن توميتوز (الإنجليزية)
- فالار دوهايرس على موقع أول موفي (الإنجليزية)